# Эйх, Брендан
Брендан Эйх или Айк (англ. Brendan Eich /ˈaɪk/, родился 4 июля 1961, Питтсбург, Пенсильвания, США) — американский программист, создатель языка программирования JavaScript. С 1995 года работал в компании Netscape; участвовал в основании Mozilla, до 2014 года был техническим директором в Mozilla Corporation. В марте 2014 года был назначен CEO, но вскоре покинул Mozilla под давлением недовольных его назначением из-за поддержки им в 2008 году запрета однополых браков. На данный момент работает исполнительным директором Brave Software.

## Биография
Родился в 1961 году в Питтсбурге (Пенсильвания).

### Образование
Эйх получил степень бакалавра в университете округа Санта-Клара. В 1986 году получил степень магистра в Иллинойсском университете в Урбана-Шампейн.

### Карьера
Эйх начал карьеру в Silicon Graphics, где проработал семь лет. Следующие три года проработал в MicroUnity Systems Engineering.
Эйх больше всего известен своей работой в Netscape и Mozilla. Он начал работу в Netscape в апреле 1995 года, где разработал язык программирования, изначально называвшийся «Mocha», затем переименованный в «LiveScript», и наконец переименованный в JavaScript для браузера Netscape Navigator. В начале 1998 года участвовал в открытии mozilla.org в качестве главного архитектора. Когда в июле 2003 года AOL закрыла подразделение Netscape, Эйх перешёл в Mozilla Foundation. Участвовал в создании языка программирования Rust в Mozilla в 2012 году.
В августе 2005 года, проработав главным технологом и членом совета директоров Mozilla Foundation, Брендан стал техническим директором Mozilla Corporation, а 26 марта 2014 года был назначен исполнительным директором.
Однако уже 3 апреля он покинул этот пост в ответ на протест ЛГБТ-сообщества США (в частности, отмечали обращение к пользователям Firefox сайта OkCupid) из-за того, что в 2008 году поддержал калифорнийский законопроект о запрете однополых браков пожертвованием 1000 долларов США.